# Mas del Sargento
El Mas del Sargento és una masia de la Sénia (Montsià) inclosa a l'Inventari del Patrimoni Arquitectònic de Catalunya.

## Descripció
Mas situat a una plana de la muntanya, per la pista de les Vallcaneres a Refalgari. Al davant té un penya-segat des d'on es veu el Catinell i les Mirandes. És un dels punts d'altura dels Ports. Edifici de planta quadrada, orientat al sud-est, planta baixa amb porta central amb muntants de carreus desiguals i llinda de fusta, al damunt de la qual hi ha una sèrie de lloses planes a tall de ràfec. Al costat de la porta hi ha una petita finestra. Els vertex de l'edifici estan fets amb carreus de pedra. A la paret nord hi ha dos petits talussos. Aquesta part està feta amb maçoneria amb restes d'emblanquinat amb teulada a doble vessant i bigues de fusta (cabirons). A la part esquerra hi ha un cos adossat fet en pedra en sec, a una vessant, amb petita finestra amb muntants i llinda de lloses de pedra. Al davant i al costat hi ha tres tancats de pedra en sec. A la part del darrere hi ha les restes d'un forn de pa.